# 대뉴얼 하우스 주니어

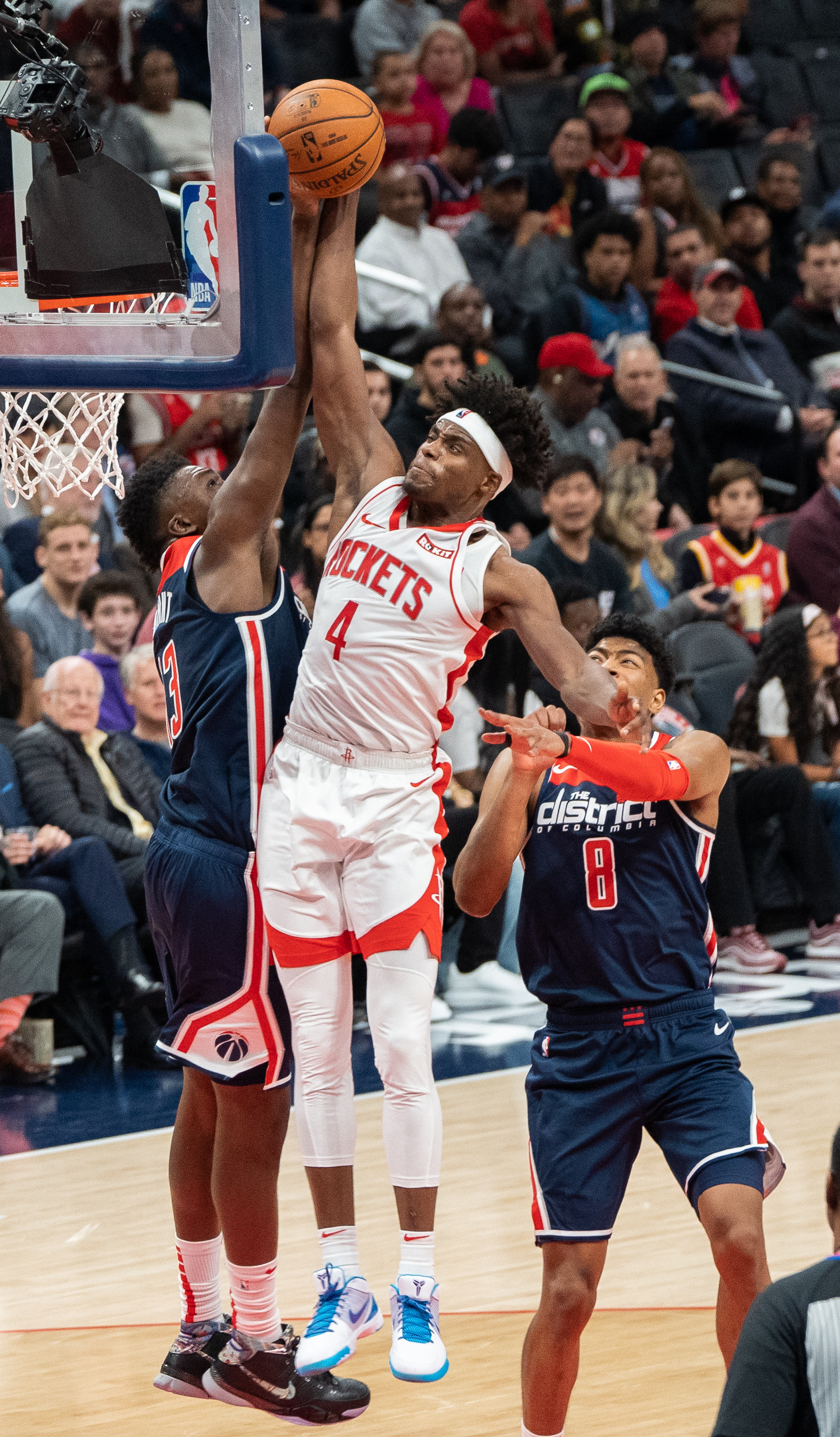

대뉴얼 하우스 주니어(Danuel House Jr., 본명: 대뉴얼 케네디 하우스 주니어, Danuel Kennedy House Jr., 1993년 6월 7일 ~ )는 전미 농구 협회(NBA)의 필라델피아 세븐티식서스에서 마지막으로 뛰었던 미국 프로 농구 선수이다. 텍사스 A&M 애기스로 이적하기 전에 휴스턴 쿠거스에서 대학 농구 두 시즌을 뛰었다. 시니어 시즌 동안 그는 애기스의 정규 시즌 사우스이스턴 콘퍼런스(SEC) 챔피언십 첫 참가와 2016 NCAA 토너먼트의 스위트 식스틴 진출에 중요한 역할을 했다.

## 대학 경력
- 휴스턴 (2012-2014)
- 텍사스 A&M (2014-2016)

## 프로 경력
- 워싱턴 위저즈(2016~2017)
- 리오 그란데 밸리 바이퍼스(2017)
- 피닉스 선즈(2017~2018)
- 리오 그란데 밸리 바이퍼스(2018-2019)
- 휴스턴 로케츠(2018~2021)
- 뉴욕 닉스(2021~2022)
- 유타 재즈(2022)
- 필라델피아 세븐티식서스 (2022-2024)